# Evelyn Franceschi Marini
Evelyn Franceschi Marini, nata Evelyn de la Touche e nota anche semplicemente come Evelyn (1855 – Sansepolcro, 1920), è stata una storica dell'arte, giornalista e scrittrice italiana di origini britanniche.

## Biografia
Nata in Francia da padre irlandese e madre inglese, studiò fra Londra e Parigi per poi trasferirsi in Italia, dove sposò Piero Franceschi Marini, discendente del grande pittore toscano del XV secolo Piero della Francesca. Dopo il matrimonio, visse nella bella residenza familiare di Palazzo delle Laudi, a Sansepolcro, in provincia di Arezzo.
Acquisita la piena padronanza della lingua di adozione, si dedicò alla narrativa, alla saggistica letteraria, alla critica e storia dell'arte. Collaborò, inoltre, con varie riviste e tenne numerose conferenze presso istituzioni culturali fiorentine.
Le sue opere di narrativa, influenzate dalle teorie del critico letterario inglese Walter Pater, mostrano un culto del Rinascimento italiano che emerge anche nella saggistica, laddove la Franceschi Marini insiste sulla necessità della salvaguardia delle tradizioni rinascimentali di fronte all'insorgere del modernismo.
Morì a Sansepolcro, a circa sessantacinque anni, per i postumi di una caduta.

## Opere
- Acquerelli. Figure e paesaggi, Firenze, Stab. Tip. Fiorentino, 1893.
- Alla corte del re Intelletto, ed altri racconti per fanciulli, Rocca S. Casciano, Licinio Cappelli Editore, 1894.
- Ritratti a pastello del 1600-1700, Rocca S. Casciano, Licinio Cappelli Editore, 1894.
- A veglia..., Torino, G. B. Paravia e Comp., 1896.
- Idilli, Rocca S. Casciano, Licinio Cappelli Editore, 1896.
- Creazioni di un poeta. Studi critici, Rocca S. Casciano, Licinio Cappelli Editore, 1897.
- Il cavaliere della povertà. Vita di S. Francesco d'Assisi, raccontata alla gioventù, Torino, Giulio Speirani e Figli Edit., 1897.
- Gli dei dell'Olimpo. Racconti mitologici per fanciulli, Rocca S. Casciano, Licinio Cappelli Editore, 1897.
- Figure d'arazzo, Milano, Casa Edit. Ditta Giacomo Agnelli, 1898.
- Chiacchiere e reminiscenze di un vecchio celibe, Rocca S. Casciano, Licinio Cappelli Editore, 1899.
- Su alcuni poeti e prosatori inglesi moderni, Milano, Casa Edit. Ditta Giacomo Agnelli, 1900.
- Antichi pittori italiani. Conversazioni artistiche illustrate per la gioventù, Milano, A. Solmi, 1905.
- Impressioni artistiche, Milano, A. Solmi, 1908.
- Scultori italiani (Scuole della Toscana, 1205-1608), per uso della gioventù e degl'istituti d'arte, Città di Castello, S. Lapi, 1910.
- Piero della Francesca. Monarca della pittura ai suoi dì, Città di Castello, S. Lapi, 1912.
- Gli affreschi di Piero della Francesca nel coro di S. Francesco in Arezzo, Arezzo, Tip. Bellotti, 1916.